# Канал Сан Бово
Канал Сан Бово (итал. Canal San Bovo) је насеље у Италији у округу Тренто, региону Трентино-Јужни Тирол.
Према процени из 2011. у насељу је живело 409 становника. Насеље се налази на надморској висини од 734 м.

## Становништво
| 1936. | 1951. | 1961. | 1971. | 1981. | 1991. | 2001. | 2011. |
| ----- | ----- | ----- | ----- | ----- | ----- | ----- | ----- |
| 3.217 | 3.335 | 3.130 | 2.440 | 2.037 | 1.764 | 1.669 | 1.592 |